# ستيبينغتون (كامبريدجشير)
ستيبينغتون (بالإنجليزية: Stibbington)‏ هي قرية تقع في المملكة المتحدة في كامبريدجشير.